# CCOMPOSA
CCOMPOSA står för Coordination Committee of Maoist Parties and Organisation of South Asia, och är en paraplyorganisation av olika maoistiska partier i området. Framträdande partier är Communist Party of India (Maoist) och Communist Party of Nepal (Maoist). Enligt det nepalesiska partiets hemsida består kommittén av följande partier:
- Purba Bangala Sarbahara Party (PBSP (CC)) (Bangladesh)
- Purba Bangala Sarbahara Party (Maobadi Party Kendra) (PBSP (MPK)) (Bangladesh)
- Bangladesh Samyabadi Dal (ML) (BSD (ML)) (Bangladesh)
- Communist Party of East Bangal (ML) CPEB (ML) (Bangladesh)
- Ceylon Communist Party (Maoist)
- Communist Party of India (Marxist-Leninist) Naxalbari
- Communist Party of India (Maoist)
- Revolutionary Communist Centre (Maoist) (Indien) *
- Revolutionary Communist Centre RCCI (MLM) (India)
- Communist Party of Nepal (Maoist)
- Bhutan Communist Party (MLM)
- Purba Bangala Sarbahara Party (MBRM)

CCOMPOSA strävar efter att de mer framgångsrika "folkkrig" efter kinesisk modell som nått framgång i Nepal och stora delar av Indien ska sprida sig till grannländerna.